# ليرمنس
ليرمنس (بالإنجليزية: Lyromonas)‏ هو جنس من مملكة لجفاوات (بالإنجليزية: Excavat)‏، من شعبة بيركولوزوا (بالإنجليزية: Percolozoa)‏.